# 이병숙
이병숙(李炳璹, ? ~ ?)은 일제강점기와 대한민국의 관료였다. 조선총독부 최후의 포천군수이자 해방 후 첫 포천군수였다. 창씨개명은 가야마 토우이치(木山登一)이다.

## 약력
1923년 경기도 가평군청 산업과 산업기수(産業技手), 1927년 경기도 광주군속, 1928년~1935년 시흥군속, 1936년 개풍군속, 그해 5월 25일 개풍군청 내무과 서무주임, 1938년 경기도 진위군속, 1939년 평택군속 등으로 근무하였다. 그해 평택군청 내무과장이 되었다.
1941년 평택군속이 되었다가, 1943년 3월 11일 포천군수 조충현(趙充顯, 일본명 松原充顯)이 의원퇴직하자, 포천군수에 임명되어 해방 때까지 재직했다.
해방 직후에도 포천군수에 유임되었으며 1945년 10월 2일 박연창이 부임할 때까지, 미 군정하 포천군수로 재직하였다.
2002년 발표된 친일파 708인 명단과 2008년 민족문제연구소에서 친일인명사전에 수록하기 위해 정리한 친일인명사전 수록예정자 명단, 2009년 친일반민족행위진상규명위원회가 발표한 민족문제연구소의 친일인명사전 수록자 명단 - 관료 부문에 선정되었다.

## 같이 보기
- 포천시